# Роберт Мијано
Роберт Мијано (енгл. Robert Miano; рођен Њујорк, Њујорк, 25. септембар 1942), амерички је позоришни, филмски и ТВ глумац. Током своје каријере, појавио се у више од 200 филмова и серија.
Године 1994. и 1995., Мијано је играо шефа мафије у Бронксу Џоа Скалиа у сапуници Општа болница. Тамо је његов лик био некадашњи ментор и могући будући ривал резидентном мафијашу Сонију Коринтосу. Миано је такође глумио капо породице Бонано из стварног живота Алфонса „Сони Ред” Инделикатоа у филму Дони Браско из 1997. године, поред Ал Паћина, Мајкла Медсена и Џонија Депа. Такође је глумио у филму Мафијашка сахрана, са Кристофером Вокеном, Крисом Пеном и Бенисиом дел Тором. Мијано је играо мафијашка по имену Френк „Френки Ејс” Чалмерс у научно-фантастичкој серији Звездане стазе: Дубоки свемир 9 и стварног мафијашког шефа Вита Ђеновезеа у телевизијском филму Ленски из 1999., који је написао Дејвид Мамет.